# Long Giao
Long Giao là thị trấn huyện lỵ của huyện Cẩm Mỹ, tỉnh Đồng Nai, Việt Nam.

## Địa lý
Thị trấn Long Giao nằm ở trung tâm huyện Cẩm Mỹ, cách thành phố Long Khánh 14 km về phía nam và có vị trí địa lý:
- Phía đông giáp xã Bảo Bình
- Phía tây giáp xã Xuân Đường và xã Xuân Quế
- Phía nam giáp xã Xuân Mỹ và tỉnh Bà Rịa – Vũng Tàu
- Phía bắc giáp xã Nhân Nghĩa.

Thị trấn có diện tích 33,75 km², dân số năm 2020 là 10.524 người, mật độ dân số đạt 312 người/km².

## Hành chính
Thị trấn Long Giao được chia thành 3 khu: Hoàn Quân, Suối Cả, Suối Râm.

## Lịch sử
Dưới thời Việt Nam Cộng hòa, địa bàn xã Long Giao hiện nay là một phần các xã Cẩm Mỹ và Thới Giao thuộc quận Xuân Lộc, tỉnh Long Khánh.
Sau năm 1975, chính quyền thành lập xã Xuân Tân thuộc huyện Xuân Lộc, địa bàn xã Long Giao thuộc xã Xuân Tân.
Ngày 17 tháng 1 năm 1984, Hội đồng Bộ trưởng ban hành Quyết định 12-HĐBT, chia xã Xuân Tân thành hai xã Xuân Tân và Xuân Mỹ. Lúc này, Long Giao là một ấp thuộc xã Xuân Mỹ.
Ngày 10 tháng 4 năm 1991, huyện Xuân Lộc được chia thành hai huyện Xuân Lộc và Long Khánh, xã Xuân Mỹ chuyển sang trực thuộc huyện Long Khánh.
Ngày 31 tháng 8 năm 1994, Chính phủ ban hành Nghị định số 109/NĐ-CP. Theo đó, chia xã Xuân Mỹ thành hai xã Xuân Mỹ và Long Giao.
Ngày 21 tháng 8 năm 2003, Chính phủ ban hành Nghị định số 97/2003/NĐ-CP, giải thể huyện Long Khánh để thành lập thị xã Long Khánh (nay là thành phố Long Khánh) và huyện Cẩm Mỹ. Theo đó, xã Long Giao thuộc huyện Cẩm Mỹ và là huyện lỵ của huyện Cẩm Mỹ.
Ngày 27 tháng 4 năm 2021, Ủy ban Thường vụ Quốc hội ban hành Nghị quyết số 1261/NQ-UBTVQH14 (nghị quyết có hiệu lực từ ngày 1 tháng 7 năm 2021). Theo đó, thành lập thị trấn Long Giao, thị trấn huyện lỵ của huyện Cẩm Mỹ trên cơ sở toàn bộ 33,75 km² diện tích tự nhiên và 10.524 người của xã Long Giao.